# Эпоха невинности
«Эпоха невинности» (англ. The Age of Innocence) — кинофильм, драма, снятая режиссёром Мартином Скорсезе по одноимённому роману Эдит Уортон. Фильм был номинирован на премию «Золотой глобус». Первая совместная работа (вторая — историческая драма «Банды Нью-Йорка») Мартина Скорсезе и английского актёра Дэниела Дэй-Льюиса.

## Сюжет
Действие происходит в Нью-Йорке конца 1870-х годов. Преуспевающий юрист Ньюленд Арчер (Дэниел Дэй-Льюис) заходит в опере в ложу Уэлландов, где здоровается с миссис Уэлланд (Джеральдина Чаплин) и её дочерью Мэй (Вайнона Райдер), с которой они собираются объявить о помолвке. Миссис Уэлланд представляет Ньюленду свою племянницу — графиню Эллен Оленску (Мишель Пфайффер), недавно приехавшую из Европы. Эллен выделяется остротой суждений, нехарактерной для сдержанного высшего общества Нью-Йорка.
Эллен не приезжает на ежегодный бал Бофортов, сочтя своё платье неподходящим. На балу Ньюленд и Мэй объявляют о помолвке. Миссис Мингот (Мириам Маргулис), бабушка Мэй, — авторитетная тётушка, приходящаяся родственницей половине высшего света Нью-Йорка и оказывающая огромное влияние на него, — поддерживает идею союза семей Арчеров в лице Ньюленда и Минготов в лице Мэй.
Манеры Эллен ещё не отточены местным обществом, к тому же всем известно, что Эллен уехала из Европы от мужа, который изменял ей. Все представители высшего света игнорируют её, находят предлоги для отказов от приглашений на вечер, посвящённый Эллен. Ньюленд встаёт на её защиту: он считает, что женщина должна иметь столько же свободы, сколько мужчина.
Ньюленд обрисовывает ситуацию семье Вандерлейденов (Алексис Смит и Майкл Гоф), они соглашаются помочь Эллен и устраивают приём, на который приглашают и её. Эллен очень благодарна Ньюленду, он интересен ей и как собеседник. Кроме того, она планирует развестись со своим мужем, что по тем временам было делом весьма деликатным. Ньюленд, будучи юристом, помогает ей и в этом. Под давлением членов её семьи и принятых в обществе обычаев, он предупреждает Эллен о том, какая реакция общества последует на её развод, и убеждает отказаться от этой идеи. В то же время он начинает чувствовать сильную привязанность к этой женщине, что пугает его. Тогда Ньюленд пытается ускорить свою свадьбу с Мэй, чтобы законным образом ограничить себя от искушения.
Тем временем Мэй уезжает на зиму во Флориду. Эллен отправляется в загородный дом Вандерлейденов, и Ньюленд через три дня следует за ней. После встречи с графиней он отправляется во Флориду и навещает Мэй. Она начинает подозревать, что в его жизни есть кто-то ещё. Ньюленд это отрицает.
Вернувшись в Нью-Йорк, Ньюленд вновь встречается с Эллен и признаётся, что Мэй сделала верное предположение — вторым человеком в его жизни стала Эллен. Они целуются, но у неё хватает сил отстранить его. Вместе они приходят к выводу, что любовь между ними невозможна. Миссис Мингот помогает ускорить свадьбу Мэй и Ньюленда. Мэй становится верной женой, всегда прислушивается к мужу и во многом соглашается с ним.
Проходит около года, и Ньюленд вновь видит Эллен. Он узнаёт, что Эллен собирается отказаться от предложения мужа вернуться к нему в Европу. Человек, посланный мужем Эллен, встречается с Ньюлендом и просит его удержать Эллен в Америке, используя его влияние в семье. Он верит, что для Эллен так будет лучше. Благодаря этому графиня остаётся в Америке.
У миссис Мингот случается удар, и Эллен приезжает из Вашингтона, чтобы ухаживать за ней. По просьбе тётушки Мингот, на вокзале её встречает Ньюленд, и они вновь оказываются наедине в карете. Ньюленд признаётся, что хочет быть с Эллен, но нет такого мира, в котором можно было бы не учитывать законы их общества. Осознавая безвыходность ситуации, Ньюленд начинает думать даже о том, что смерть Мэй могла бы освободить его.
Встретившись в музее Искусств, Эллен и Ньюленд договариваются о единственной встрече наедине у него дома. Ньюленд посылает ей ключ, чтобы она могла войти. Тем же вечером Ньюленд узнаёт, что Эллен всё-таки собирается в Европу, хотя и не будет жить с мужем. Ньюленд и Мэй устраивают свой первый приём, посвящённый отъезду Эллен. Ключ доставили Ньюленду обратно в нераспечатанном конверте. Наблюдая за высшим обществом на приёме, Ньюленд догадывается, что все считают его любовником Эллен, в том числе и Мэй. Эллен уезжает.
Ньюленд пытается объяснить жене, что ему нужно развеяться — например, съездить в Европу. Но Мэй говорит, что беременна, и Ньюленд остаётся. Выясняется, что Эллен уехала, узнав о беременности Мэй, чтобы не разрушать их семью.
Прошли годы. Мэй умерла. Уже взрослый Тед (Роберт Шон Леонард), сын Ньюленда, отправляется с отцом в Европу. Они собираются повидать графиню Оленску. Ньюленд узнаёт, что за день до смерти Мэй рассказала Теду, что «однажды Ньюленд отказался от того, чего сильнее всего желал». Уже стоя во дворе дома графини Оленской, Ньюленд решает не заходить. Тед отправляется к ней один, а Ньюленд смотрит на окно, в котором появляется человек. Ньюленд думает, что это Эллен, но это всего лишь портье. Ньюленд уходит.

## В ролях
- Дэниел Дэй-Льюис — Ньюленд Арчер
- Мишель Пфайффер — графиня Эллен Оленска
- Вайнона Райдер — Мэй Уэлланд
- Мириам Маргулис — миссис Мингот
- Джеральдина Чаплин — миссис Уэлланд
- Майкл Гоф — Генри Вандерлейден
- Ричард Э. Грант — Ларри Леффертс
- Мэри Бет Хёрт — Реджина Бофорт
- Роберт Шон Леонард — Тед Арчер
- Норман Ллойд — мистер Леттерблэр
- Алек Маккауэн[англ.] — Силлертон Джексон
- Шан Филлипс — миссис Арчер
- Кэролайн Фарина — Джейни Арчер
- Джонатан Прайс — Ривьер
- Алексис Смит — Луиза Вандерлейден
- Стюарт Уилсон — Джулиус Бофорт
- Джун Скуибб — служанка миссис Мингот
- Джоанн Вудвард — текст от автора

## Награды и номинации

### «Оскар»
| Награда                        | Персона                        |
| Костюмы                        | Габриелла Пескуччи             |
| Номинация:                     |                                |
| Лучшая актриса второго плана   | Вайнона Райдер                 |
| Лучший адаптированный сценарий | Джей Кокс и Мартин Скорсезе    |
| Лучшая музыка                  | Элмер Бернстайн                |
| Декорации                      | Данте Ферретти и Роберт Франко |

### «Золотой глобус»
| Награда                      | Персона         |
| Лучшая актриса второго плана | Вайнона Райдер  |
| Номинация:                   |                 |
| Лучший фильм                 |                 |
| Лучшая актриса — драма       | Мишель Пфайффер |
| Лучший режиссёр              | Мартин Скорсезе |

### Другие награды
- 1994 — премия BAFTA за лучшую женскую роль второго плана (Мириам Маргулис)
- 1994 — премия «Бодил» за лучший американский фильм
- 1993 — две премии Национального совета кинокритиков США: лучший режиссёр (Мартин Скорсезе) и лучшая актриса второго плана (Вайнона Райдер)
- 1993 — приз имени Эльвиры Нотари (Elvira Notari Prize) Венецианского кинофестиваля (Мартин Скорсезе, Мишель Пфайффер)

### Другие номинации
- 1994 — 3 номинации на премию BAFTA: лучшая операторская работа (Майкл Болхаус), актриса второго плана (Вайнона Райдер), работа художника (Данте Ферретти)
- 1994 — номинация на премию Гильдии режиссёров США за выдающийся режиссёрский вклад
- 1994 — номинация на премию «Грэмми» за лучшую инструментальную композицию, написанную для художественного фильма (Элмер Бернстайн)